# Oregonské teritorium

Pečeť Oregonského teritoria s mottem Alis volat propriis – Letí s vlastními křídly

Oregonské teritorium anglicky oficiálně Territory of Oregon) bylo začleněné území Spojených států amerických, jež existovalo od 14. srpna 1848 do 14. února 1859, kdy se jeho jihozápadní část stala součástí Unie jako stát Oregon.
Území, o něž mělo původně zájem vícero států (viz Oregon Country), bylo Oregonskou dohodou z roku 1846 rozděleno mezi Spojené království Velké Británie a Irska, tedy takzvanou Britskou Severní Ameriku, a Spojené státy. Při svém vzniku zahrnovalo teritorium celé území dnešních amerických států Oregon, Washington a Idaho a část území států Wyoming a Montana. Hlavním městem teritoria bylo zpočátku Oregon City, poté Salem, který nakrátko vystřídal Corvallis. Při vstupu Oregonu do Unie se hlavním městem stal opět Salem.

## Historie
Oblast, kterou původně obývali indiáni, objevili Evropané z moře. První zaznamenanou objevitelskou cestu vykonali v roce 1777 španělští mořeplavci. Britské a americké lodě se zde objevily nedlouho poté. Následující suchozemské objevitelské výpravy Skota Alexandra Mackenzieho (1792–1793), americká Lewisova a Clarkova expedice (1804–1806) a rozvoj obchodu s kožešinami posílily soupeření mezi Británií a Spojenými státy.
Protichůdné zájmy dvou hlavních soupeřících stran měla za úkol vyřešit smlouva z roku 1818, která stvrdila „společné vlastnictví“ sporného území Brity a Američany. Oregon Country, jak tuto oblast nazývala americká strana, se rozkládala na území dnešních amerických států Oregon, Washington a Idaho a na části území států Wyoming a Montana. V kanadské provincii Britská Kolumbie dosahovala až k linii 54°40′ severní šířky.

## Formování

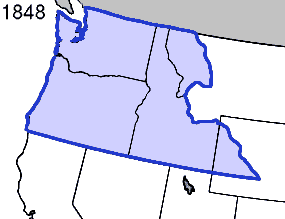
Oregonské teritorium v době svého vzniku v roce 1848

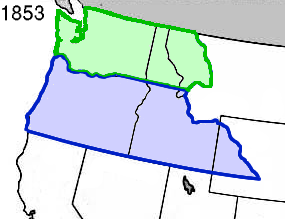
Oregonské teritorium (modře) a Washingtonské teritorium (zeleně) v roce 1853

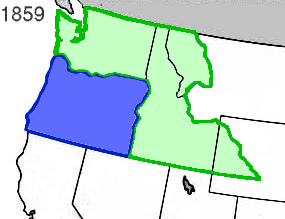
Nově vzniklý stát Oregon (modře) a Washingtonské teritorium (zeleně) v roce 1859

V období společného užívání teritoria byla většina činností kromě aktivit původního obyvatelstva spjata s obchodem s kožešinami, v němž hrála hlavní úlohu britská Společnost Hudsonova zálivu. V oblasti se postupně usazovali lovci kožešin neboli trappeři a začali farmařit. Od roku 1830 sem začali přijíždět i misionáři. Koncem 30. let přijížděli i noví osadníci a od roku 1841 již jejich plachtami kryté vozy projížděly po Oregonské stezce. V té době neexistovala v Oregon Country žádná vláda, neboť toto území jednoznačně neovládala žádná země.
V roce 1841 se v Údolí řeky Willamette počala scházet skupina osadníků, aby prodiskutovala možnost zřízení vlády v Oregon Country. Tyto nejstarší zaznamenané debaty, jejichž námětem bylo zejména utvoření vlády, se konaly v Champoegu, tábořišti prvních průkopníků a indiánů, jež se posléze stalo městem. Tato setkání, známá jako Champoegská setkání, vedla k dalším debatám a v roce 1843 k vytvoření Prozatímní oregonské vlády. V roce 1846 byl spor o oregonské hranice mezi USA a Británií vyřešen podpisem Oregonské dohody. Britové získali veškeré území na sever od 49. rovnoběžky a celý ostrov Vancouver a USA veškeré území na jih od této linie.
Vláda Spojených států ponechala svůj díl území dva roky bez jakéhokoli řízení, dokud se Kongresu nedonesly zprávy o Masakru na Whitmanově misii. Tento vražedný akt urychlil vznik Oregonského teritoria coby začleněného území USA. V srpnu 1848 schválil Kongres Zákon o ustavení vlády Oregonského teritoria, běžně nazývaný Oregonský zákon, čímž oficiálně vzniklo Oregonské teritorium, kam spadalo celé území dnešních amerických států Idaho, Oregon a Washington a části území států Montana a Wyoming, které se nacházely západně od Velkého kontinentálního rozvodí. Jeho jižní hranici tvořila v souladu se Smlouvou Adams-Onís z roku 1819 42. rovnoběžka, severní pak 49. rovnoběžka. Za první hlavní město Teritoria bylo ustanoveno Oregon City.

## Stát Oregon
Oregon City bylo sídlem vlády od roku 1848 do roku 1851, kdy vláda přesídlila do Salemu. Zde sídlila do roku 1855, načež se nakrátko přestěhovala do Corvallisu. Ještě téhož roku se však nastálo navrátila do Salemu. V roce 1853 bylo z části území Teritoria severně od dolního toku řeky Columbia a severně od 46. rovnoběžky na východ od řeky utvořeno Teritorium Washington. Roku 1857 se sešlo Oregonské ústavodárné shromáždění, aby v rámci přípravy na povýšení Oregonu na stát Unie navrhlo jeho ústavu. Zástupci lidu delegovaní na toto shromáždění dokument odsouhlasili v září a v listopadu byl schválen hlasováním všech obyvatel Teritoria.
Dne 14. února 1859 vstoupilo Teritorium do Unie jako stát Oregon. Jeho tehdejší hranice se shodují s dnešními. Zbývající východní část původního Teritoria (jižní část dnešního Idaha a západní Wyoming) byly přičleněny k Washingtonskému teritoriu.